# Energia superficial
L' energia superficial  es defineix com l'energia necessària per trencar els enllaços intermoleculars donant lloc a una superfície. A la física del sòlid, les superfícies han de ser intrínsecament menys favorables energèticament que la massa, és a dir, ha d'haver una força que genera la superfície. L'energia superficial pot ser definida com l'excés d'energia de la superfície d'un material comparat amb la que tindria si estigués immersa en la massa.
Per als líquids, la tensió superficial (força per unitat de longitud) i la densitat d'energia superficial són idèntics. L'aigua té una densitat d'energia superficial de 0,072 J/m  2  i una tensió superficial de 0,072 N/m.
Si es talla un sòlid en peces es trenquen els seus enllaços i llavors es consumeix energia. Si el tall és reversible la conservació de l'energia ens diu que l'energia consumida en el procés de tall ha de ser igual a l'energia inherent a les dues noves superfícies creades. La unitat d'energia superficial d'un material ha de ser, per tant, la meitat de la seva energia de cohesió, essent la resta de condicions iguals. A la pràctica això és cert només per a una superfície acabada de tallar preparada en buit. Les superfícies de vegades canvien la seva forma de manera irreversible allunyant-se de models simples. S'han trobat regions altament dinàmica, que reaccionen o canvien ràpidament, el que fa que l'energia superficial es veu reduïda per processos de passivació o absorció.